# Раппольди, Эдуард
Эдуард Раппольди (нем. Eduard Rappoldi; 21 февраля 1839, Вена — 16 мая 1903, Дрезден) — австрийский скрипач и дирижёр. Муж пианистки Лауры Раппольди-Карер, отец скрипача Адриана Раппольди.

## Биография
Эдуард Раппольди родился 21 февраля 1839 года в городе Вене. С детских лет учился одновременно игре на фортепиано и скрипке, в семилетнем возрасте дал первый концерт на обоих инструментах. В дальнейшем, однако, сосредоточился на струнном инструменте, учился у Леопольда Янсы и Йозефа Бёма, а в 1851—1854 гг. в консерватории Венского общества друзей музыки у Георга Хельмесбергера. Много позднее изучал также композицию и теорию музыки под руководством Симона Зехтера и Фердинанда Хиллера.
В 1854—1861 гг. играл в оркестре Венской придворной оперы, в 1850-е гг. предпринял ряд сольных турне по Австро-Венгрии, Германии, Бельгии и Нидерландам. В 1861—1866 гг. — концертмейстер Немецкой оперы в Роттердаме, работал под руководством Германа Леви, который консультировал Раппольди в области композиции, руководил также струнным квартетом (в составе которого выступал, в частности, Ян Гржимали). В 1866 г. дирижировал в Любекской опере, в 1867 г. в Штеттинской опере, в 1868 г. в Брауншвейге, в 1869—1870 гг. — в Немецком театре в Праге.
В 1871—1877 гг. жил и работал в Берлине, преподавал в Королевской высшей школе музыки под началом Йозефа Иоахима, наряду с Генрихом де Аной замещая и самого Иоахима во время его отлучек. С 1876 г. профессор. Играл на альте в струнном квартете Иоахима, участник ряда премьер (в частности, Второго струнного квартета Иоганнеса Брамса, 1873).
В 1877—1898 гг. — концертмейстер Саксонской придворной капеллы. Одновременно давал в Дрездене пользовавшиеся высоким признанием камерные концерты (в частности, исполняя произведения Иоганна Себастьяна Баха для скрипки соло), много выступал в дуэте с женой (в 1881 г., в частности, предприняв британские гастроли). Преподавал в Консерватории Кранца; среди его учеников Морис Сонс и Хьюго Калсоу.
Сочинил две симфонии, несколько струнных квартетов, две скрипичные и одну фортепианную сонаты, ряд песен.
Эдуард Раппольди умер 16 мая 1903 года в городе Дрездене.